# Johann Peter Pixis
Johann Peter Pixis (Mannheim, Alemanya, 10 de febrer de 1788 - Baden-Baden, 22 de desembre de 1874) fou un pianista i compositor alemany.
Va viure a París entre 1825 i 1845, on va treballar com a concertista i professor de piano, tenint entre els seus alumnes l'irlandès George Alexander Osborne entre d'altres. El 1845 es va traslladar a Baden-Baden, on va ensenyar piano fins a la seva mort.
Entre les seves moltes obres musicals, es va veure involucrat en la composició el 1837 d'Hexameron, en la que sis compositors van contribuir, i la tercera variació sobre el tema de Bellini és de Pixis. Va contribuir en un treball de col·laboració, entre 1819 i 1823 (aquest cop amb 51 compositors), Vaterländischer Künstlerverein, una antologia de variacions sobre un vals d'Anton Diabelli, que també va incloure Variacions Diabelli de Ludwig van Beethoven.
Frédéric Chopin va dedicar a Pixis la seva Fantasia sobre aires polonesos per a piano i orquestra, op. 13, publicada el 1834.
Era fill de Friedrich Wilhelm (senior) i germà de Friedrich Wilhelm junior.

## Òperes
- Almazinde oder die Hohle Sesam (Heinrich Schmidt), òpera romàntica en tres actes (estrenada l'11 d'abril de 1820 al Theater an der Wien de Viena, el 1820 a Praga.
- Der Zauberspruch (sobre Carlo Gozzi) (25 d'abril de 1822).
- Bibiana o Die Kapelle im Walde (llibret de Louis Lax sobre una novel·la de H. Cuno), tres actes (estrena 8 d'octubre de 1829 a Aquisgrà), el 1830 al Théâtre Italien de París; el 1830 a Praga.
- Die Sprache des Herzens (Johann Peter lyser), opereta en un acte (estrena el 15 de gener de 1836 a Berlín).

1. ↑   * Edita SARPE, Gran Enciclopedia de la Música Clásica, vol. III, pàg. 1018. (ISBN 84-7291-226-4)